# Oropher
Oropher es un personaje ficticio perteneciente al legendarium del escritor británico J. R. R. Tolkien y que aparece en su novela póstuma El Silmarillion y en otros escritos. Era un elfo Sinda, rey de los silvanos del Bosque Negro.
No se conoce antepasado alguno de Oropher, y pese a que abundan las teorías que aseguran su parentesco con Thingol, Rey de Doriath, esto nunca ha sido confirmado. 
Oropher habitó en el Reino de Doriath hasta el asesinato de Thingol a manos de los enanos y la posterior rotura de la Cintura de Melian, que protegía el bosque. Dejó entonces las ruinas de Doriath y lideró a un grupo de elfos Sinda hasta el conocido como el Gran Bosque Verde, donde habitaban los elfos Silvanos, los cuales lo tomaron como Rey. Instaló su capital en Amon Lanc, que posteriormente sería tomada por Sauron y convertida en Dol Guldur.
Oropher, sabiendo que la sombra de Sauron se cernía una vez más sobre ellos, se unió a las filas de Gil-Galad en la Guerra de la Última Alianza. En la Batalla de Dagorlad, Oropher lideró a su pueblo contra la sombras de Mordor, pero la pobre equipación de los Sindar, combinado con el hecho de que Oropher se resistió a esperar las órdenes de Gil-Galad y lideró una ofensiva demasiado pronto, hizo que el ejército del Bosque Negro quedara diezmado, y muchos elfos, incluido el propio Oropher, encontraron la muerte en Dagorlad. Thranduil Oropherion, su hijo, lo sucedió entonces y regresó al Bosque Negro con tan solo la mitad de aquellos con los que había partido.
| Predecesor: Ninguno (Fue el primero) | Rey del Bosque Negro ¿? - 3440 S. E. | Sucesor: Thranduil |

- Datos: Q2339109